# Maral Bazargani

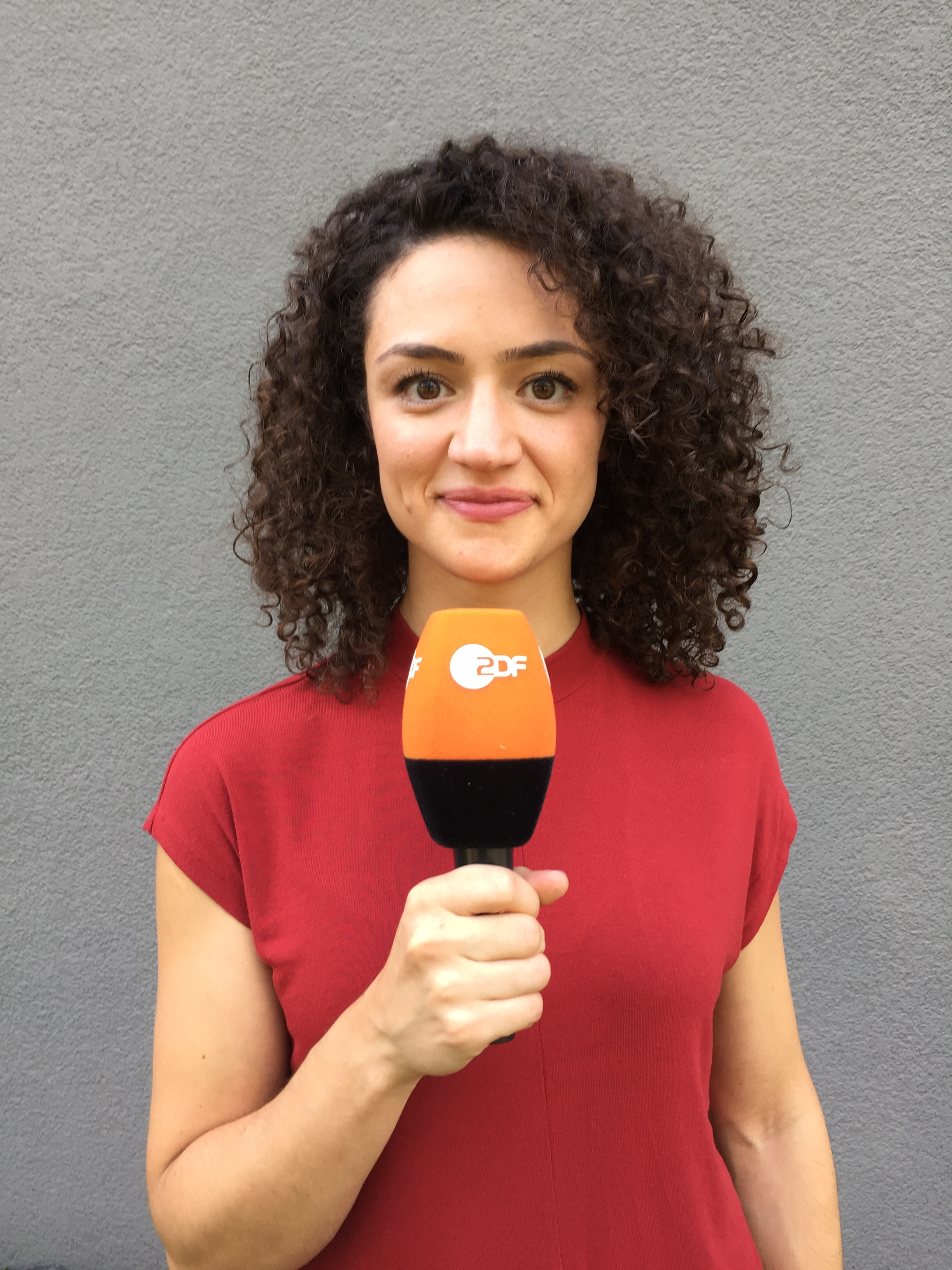
Maral Bazargani als Reporterin bei logo! (2018)

Maral Bazargani (* 22. Februar 1990 in Teheran als Seyedeh Maral Feizbakhsh Bazargani) ist Journalistin und eine ehemalige deutsche Leichtathletin. Sie war hauptsächlich 400-Meter-Läuferin.

## Leben
Maral Bazargani wurde im Iran geboren, kam aber schon im Alter von vier Monaten nach Deutschland und wuchs in Mainz auf. Sie startete seit 2003 zunächst für den USC Mainz. Aufgrund ihres Studienbeginns, sie studierte Journalismus und Public Relations an der Westfälischen Hochschule Gelsenkirchen, wechselte Bazargani Anfang 2010 zum TV Wattenscheid 01 Leichtathletik. In Mainz wurde sie von Harry Letzelter trainiert, in Wattenscheid war Slawomir Filipowski ihr Trainer. Einen ersten internationalen Erfolg erreichte sie bei den U20-Europameisterschaften 2009, wo sie mit der 4-mal-400-Meter-Staffel die Silbermedaille gewann.
Einen ersten Erfolg in der Altersklasse der Frauen erreichte Bazargani bei den Deutschen Hallenmeisterschaften 2012. Dort gewann sie über 400 Meter die Bronzemedaille. Bei den Deutschen Freiluftmeisterschaften, bei der auch die Startplätze für die Europameisterschaften in Helsinki und die Olympischen Spiele 2012 in London vergeben wurden, schied sie aufgrund eines Fehlstarts aus. Beim Sportfest im Dormagen Anfang Juli ergab sich jedoch noch einmal die Möglichkeit, sich für die olympische 4-mal-400-Meter-Staffel zu qualifizieren. Bazargani nutzte diese Chance und qualifizierte sich in neuer persönlicher Bestzeit von 53,24 s für das deutsche Olympiateam. Diese Zeit verbesserte sie Ende Juli in Weinheim nochmals um zwei Zehntelsekunden auf 53,04 s. Bei den Olympischen Spielen schied die deutsche Staffel mit Bazargani bereits im Vorlauf aus.
Mit dem Ende der Freiluftsaison 2014 beendete sie ihre sportliche Karriere, um sich ihrem Beruf als Journalistin zu widmen. Von April 2015 bis zum Oktober 2016 absolvierte sie ein Volontariat beim Südwestrundfunk (SWR). Im Anschluss daran arbeitete sie ein Jahr lang in der Sportredaktion des SWR in Stuttgart. Seit Oktober 2017 ist sie Redakteurin bei den logo!-Kindernachrichten. Seit Juni 2018 ist sie dort auch Reporterin. Am 24. Juni 2020 moderierte sie zum ersten Mal die logo!-Kindernachrichten.
Im Juli 2022 moderierte sie für die ARD die Leichtathletik-Weltmeisterschaften 2022 in den USA. 2023 war sie als Reporterin für die ARD im Einsatz, bei den Leichtathletik-Europameisterschaften 2024 wiederum für das ZDF.
Als Leichtathletin lief Bazargani unter dem Namen Maral Feizbakhsh. Journalistisch arbeitet sie allerdings unter dem Namen Maral Bazargani – der anderen Hälfte ihres ursprünglichen Nachnamens. Im Jahr 2016 wurde ihr Name offiziell in Bazargani verkürzt.